# デンマーク国鉄ES型電車
デンマーク国鉄ES型電車（デンマークこくてつESがたでんしゃ）は、デンマークの国有鉄道であるデンマーク国鉄が導入する電車。アルストムが展開する鉄道車両ブランド「コラディア・ストリーム」の1車種でIC5という愛称が付けられており、2027年から営業運転を開始する。

## 概要
2021年4月、デンマーク国鉄はMF型気動車（IC3）やMG型気動車（IC4）といった既存の都市間・地域輸送向け車両の置き換えを目的に、アルストムとの間に100編成の新型電車の導入および15年間のメンテナンスに関する契約を、約200億デンマーク・クローネ（約26億ユーロ）で締結した。
ES型は5車体連接式の編成を組み、最高速度は200 km/hを想定している。車内は大半が床上高さを下げた低床構造となっており、各車体に1箇所設置されている扉からの乗降が容易となっている。また、車内には車椅子やベビーカー、自転車用のスペースが各部に設けられている他、従来の長距離用車両から荷物置き場の面積を増加させている。座席の布張りにはウールの割合が高い生地が用いられている他、編成全体の部品のうち96 %がリサイクル可能となっており、環境問題対策の向上も図られている。
最初の編成は2024年に完成し、同年9月現在試運転が行われている段階にあり、営業運転開始は2027年を予定している他、オーフスとコペンハーゲンにES型の整備を実施する作業場を建設する事になっている。また、ES型はその車体・車内のデザイン性が高く評価され、2024年のレッド・ドット・デザイン賞を受賞している。